# 이리동남초등학교
이리동남초등학교는 대한민국 전북특별자치도 익산시 동산동에 있는 공립 초등학교이다.

## 학교 연혁
- 1992년 9월 1일 이리동남국민학교 개교(17학급)
- 1996년 3월 1일 현재 교명으로 변경
- 2016년 3월 1일 혁신학교 선정
- 2020년 2월 12일 제27회 졸업(총 3,227명)
- 2020년 3월 1일 제11대 교장 장일권 부임
- 2020년 3월 1일 15학급 편성(특수학급 1), 유치원 1학급 편성

## 참고 자료
- 이리동남초등학교 - 한국교육학술정보원 학교알리미